# Československá basketbalová liga 1977/1978
1. basketbalová liga 1977/1978 byla v Československu nejvyšší ligovou basketbalovou soutěží mužů, v ročníku 1. ligy hrálo 12 družstev. Zbrojovka Brno získala 16. titul mistra Československa, Slavia VŠ Praha Autoškoda skončila na 2. místě a Inter Bratislava na 3. místě. O pořadí na druhém a třetím místě rozhodlo skóre ze vzájemných zápasů obou družstev. Z ligy sestoupila dvě družstva. Ze dvou nováčků se zachránila Slávia VŠT Košice, sestoupil Slavoj Litoměřice a také Baník Handlová.
Konečné pořadí:
1. Zbrojovka Brno (mistr Československa 1978) - 2. Dukla Olomouc - 3. Slavia VŠ Praha - 4. Inter Bratislava - 5. NHKG Ostrava - 6. Baník Ostrava - 7. Slávia VŠT Košice - 8. Sparta Praha - 9. Iskra Svit - 10. Baník Prievidza - další 2 družstva sestup z 1. ligy: 11. Slavoj Litoměřice - 12. Baník Handlová

## Systém soutěže
Všech dvanáct družstev hrálo dvoukolově každý s každým (zápasy doma - venku), každé družstvo odehrálo 22 zápasů. Poté po rozdělení do dvou skupin podle pořadí každé družstvo ve skupině odehrálo dalších 10 zápasů, tedy celkem 32 zápasů.

## Konečná tabulka 1977/1978
| Poř. | Tým               | Z  | V  | P  | Skóre     | Body |
| ---- | ----------------- | -- | -- | -- | --------- | ---- |
| 1.   | Zbrojovka Brno    | 32 | 29 | 3  | 3314:2820 | 61   |
| 2.   | Dukla Olomouc     | 32 | 24 | 8  | 2860:2765 | 56   |
| 3.   | Slavia VŠ Praha   | 32 | 23 | 9  | 3050:2697 | 55   |
| 4.   | Inter Bratislava  | 32 | 21 | 11 | 3056:3025 | 53   |
| 5.   | NHKG Ostrava      | 32 | 13 | 19 | 2733:2879 | 45   |
| 6.   | Baník Ostrava     | 32 | 11 | 21 | 2683:2777 | 43   |
|      |                   |    |    |    |           |      |
| 7.   | Slávia VŠT Košice | 32 | 17 | 15 | 2802:2775 | 49   |
| 8.   | Sparta Praha      | 32 | 16 | 16 | 2850:2758 | 48   |
| 9.   | Chemosvit Svit    | 32 | 16 | 16 | 2775:2784 | 48   |
| 10.  | Baník Prievidza   | 32 | 12 | 20 | 2920:3020 | 44   |
| 11.  | Slavoj Litoměřice | 32 | 7  | 25 | 2551:2811 | 39   |
| 12.  | Baník Handlová    | 32 | 3  | 29 | 2699:3145 | 35   |

## Sestavy (hráči, trenéři) 1977/1978
- Spartak Brno ZJŠ: Kamil Brabenec, Jan Bobrovský, Jaroslav Beránek, Vojtěch Petr, Josef Nečas, Jiří Jandák, Vlastimil Havlík, Stehlík, Procházka, J. Hartig, Černý, Jimramovský. Trenér František Konvička.
- Dukla Olomouc: Jiří Pospíšil), Zdeněk Kos, Pavel Pekárek, Pavol Bojanovský, Julius Michalík, Zdeněk Terzijský, Arpáš, Šrámek, Lauermann, Dvořák, Helan, Dérer, Čech, Váňa, S. Petr. Trenér Drahomír Válek
- Slavia VŠ Praha: Gustáv Hraška, Jaroslav Skála, Jiří Zedníček, Jiří Konopásek, Vlastibor Klimeš, Vladimír Ptáček, Bulla, Hájek, Novotný, M. Šťastný, Doleček, Kolář. Trenér Jaroslav Šíp
- Internacionál Slovnaft Bratislava: Stanislav Kropilák, Marian Kotleba, Vladimír Padrta, Justin Sedlák, Peter Rajniak, Plesník, Hagara, Mašura, Oleríny, E.Tallo, Ondrušek, Vančík. Trenér K. Klementis
- NHKG Ostrava: Zdeněk Böhm, Zdeněk Hummel, Suchánek, Rubíček, Buryan, Vršecký, Cieslar, Kocian, Pršala, Barták, Mužík, Erben, Lipka. Trenér J. Stéblo
- Baník Ostrava: Jan Blažek, Martin Brázda, Pavel Škuta, Milan Korec, Č. Lacina, Janál, Vocetka, Cvrkal, Holúbek, Bílý, Kovalský, Bednaŕík. Trenér Jan Kozák
- Slávia VŠT Košice: Jiří Zídek, Milan Voračka, Juraj Žuffa, Miklóšik, Miščík, Štofíra, Koščo, Strnad, Kubovčík, Kollár, Bindas, Hudák, Kol, Holý, Rykr, Bačovčin. Trenéři Š. Svitek, J. Pavlík
- Sparta Praha: Zdeněk Douša, Jiří Baumruk, Josef Klíma, Ladislav Rous, Dušan Žáček, Ludvík Šereda, Lukáš Rob, Libor Vyoral, J. Choutka, Marek, M. Celba. Trenér Jiří Baumruk
- Chemosvit Svit: Jozef Straka, Miloš Pažický, Igor Vraniak, Majerčák, Mička, Ivan, Štaud, Sako, Veverka, Kureš, Š. Straka, Benický. Trenér V. Brychta
- Baník Prievidza: Ivan Chrenka, Peter Chrenka, David, Tóth, Vilner, Krištof, Peter Steinhauser, Toporka, Krivošík, Bačík, Kristiník, Doušek, Borsa. Trenér J. Vass
- Slavoj Litoměřice: Jan Mrázek, Špelina, Peleška, M. Žák,V. Janošík, Trejbal, Tyle, Marek, Vlček, Hinger, Preibiš, M. Jánošík, A. Žák. Trenér J. Víšek
- Baník Handlová: Kocúr, Mikuláš, J. Lacina. Vítek, Chrenko, Zlatňanský, Rybář, Jonáš, Tallo, Chudík, Daubner, Bohunovský, Moravčík. Trenér J. Lovík

## Zajímavosti
- Mistrovství Evropy v basketbale mužů 1977 se konalo v září v Belgii Lutych. Mistrem Evropy byla Jugoslávie, Sovětský svaz byl na 2. místě a na 3. místě skončilo Československo, které hrálo v sestavě: Kamil Brabenec 162 bodů /7 zápasů, Jiří Pospíšil 119 /7, Stanislav Kropilák 95 /7, Zdeněk Kos 84 /7, Vojtěch Petr 50 /5, Gustáv Hraška 39 /7, Zdeněk Douša 19 /4, Vlastibor Klimeš 14 /5, Pavol Bojanovský 12 /3, Vladimír Ptáček 9 /2, Jiří Konopásek 2 /3, Josef Nečas 2 /1, celkem 607 bodů v 7 zápasech (6-1). Trenér: Pavel Petera.
- Spartak Brno ZJŠ v Poháru evropských mistrů 1977/78 hrál 6 zápasů (4-2, 585-557), ve čtvrtfinálové skupině D: Eczacibasi SK Istanbul (86-64, 90-98), Alvik BK Stockholm, Švédsko (110-98, 73-88) a UBSC Shopping Centre Wien (110-102, 116-107) byl na 2. místě za Alvik BK (rozdíl 3 bodů ze vzájemných zápasů).
- Slavia VŠ Praha v Poháru vítězů pohárů 1977/78 hrála 2 zápasy (1-1 156-176), vyřazena v osmifinále od EBBC Den Bosch, Holandsko (83-78, 73-98).
- Inter Bratislava v Koračově poháru 1977/78 hrál 8 zápasů (2-6, 734-779), byl na 4. místě ve čtvrtfinálové skupině B (1-5, 558-586): Scavolini Pesaro, ITA (111-92, 83-95), KK Bosna Sarajevo (100-115, 84-96), AS Berck Basket (92-95, 88-93).
- Vítězem ankety Basketbalista roku 1977 byl Zdeněk Kos.
- „All Stars“ československé basketbalové ligy - nejlepší pětka hráčů basketbalové sezóny 1977/78: Zdeněk Kos, Stanislav Kropilák, Jan Bobrovský, Jiří Pospíšil,Kamil Brabenec.